# Huishan
Huishan är ett stadsdistrikt i Wuxi i Jiangsu-provinsen i östra Kina.